# کرونون‌هاکا
۶۰°۱۰′۲۰″ شمالی ۰۲۴°۵۸′۲۳″ شرقی / ۶۰٫۱۷۲۲۲°شمالی ۲۴٫۹۷۳۰۶°شرقی
کرونون‌هاکا (انگلیسی: Kruununhaka)، (سوئدی: Kronohagen) یک محله در هلسینکی، پایتخت فنلاند است.
این محله حداقل از اواسط دهه ۱۶۶۰ در هلسینکی، قدمت دارد. از اواسط سده ۱۷ میلادی این محله به مکانی در کنار بندر تبدیل شد، که ساکنان آن شامل مقامات شهرستانی و ایالتی بودند.
کاخ ریاست‌جمهوری، تالار شهر هلسینکی، کلیسای جامع هلینسکی و بسیاری از ساختمان‌های دانشگاه هلسینکی نیز در کرونون‌هاکا واقع شده‌اند. این منطقه به دلیل فروشگاه‌های قدیمی خود نیز مشهور است.

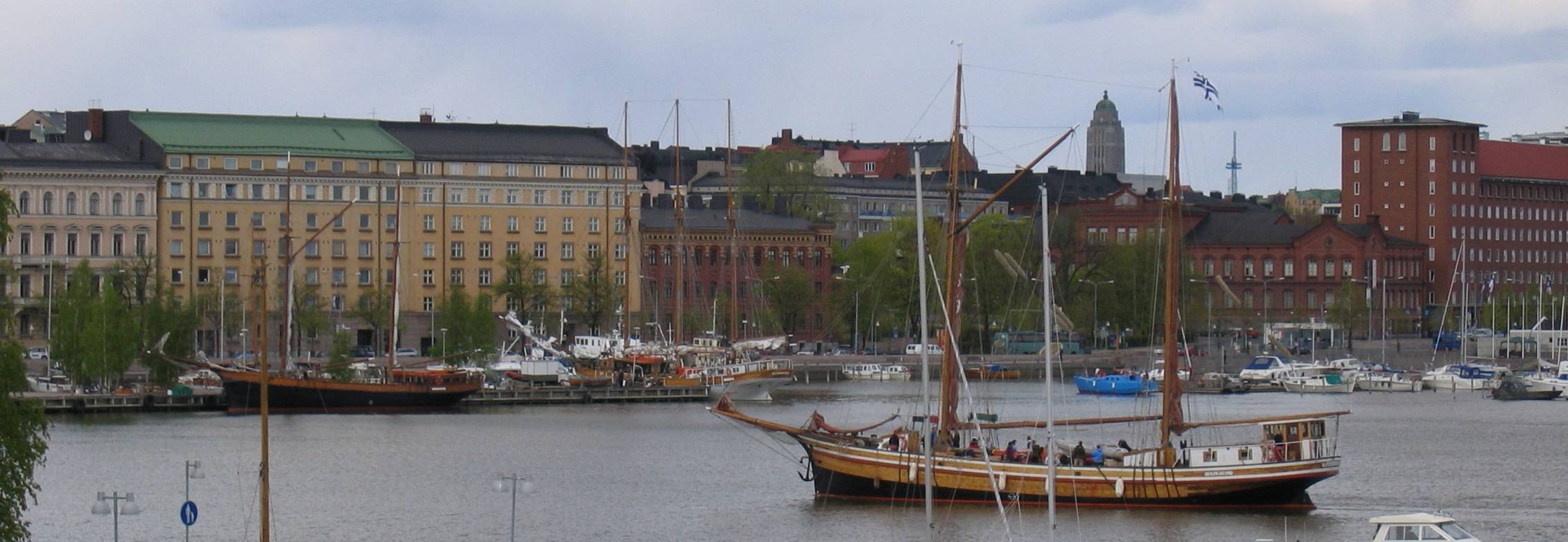
سراسرنما از کورونون‌هاکا